# Lijst van oorlogsmonumenten in Purmerend
De Nederlandse gemeente Purmerend heeft 6 oorlogsmonumenten. Hieronder een overzicht.
| Nr.  | Object                                       | Herdachte groep                                                                          | Ontwerper       | Onthulling  | Type        | Locatie                                           | Plaats           | Coördinaten                   | Foto                               |
| ---- | -------------------------------------------- | ---------------------------------------------------------------------------------------- | --------------- | ----------- | ----------- | ------------------------------------------------- | ---------------- | ----------------------------- | ---------------------------------- |
| 1533 | Monument aan de Kaasmarkt                    | overig                                                                                   |                 |             | plaquette   | Kaasmarkt 20, 1441 BG                             | Purmerend        | 52° 30' 36" NB, 4° 56' 47" OL | Monument aan de Kaasmarkt          |
| 1534 | Monument aan de Jaagweg                      | verzet Nederland                                                                         | H.P. van Yperen |             | gedenksteen | Jaagweg 6, 1441 PA                                | Purmerend        | 52° 30' 10" NB, 4° 56' 45" OL | Monument aan de Jaagweg            |
| 3261 | Verzetsmonument                              | verzet Nederland                                                                         | J. Plas         | 1 juli 1945 | zuil        | Rijperweg, 1462                                   | Middenbeemster   | 52° 32' 48" NB, 4° 55' 10" OL | Verzetsmonument                    |
| 3640 | Monument bij de voormalige 'Vakteekenschool' | verzet Nederland                                                                         | Dhr. H. Bakker  |             | plaquette   | Rijperweg 37, 1462 MC                             | Middenbeemster   | 52° 33' 9" NB, 4° 53' 33" OL  |                                    |
| 3641 | Monument voor Geallieerde Vliegers           | geallieerde militairen                                                                   |                 |             | kruis       | Zuiderweg 41, 1461 GD                             | Zuidoostbeemster | 52° 31' 12" NB, 4° 54' 56" OL | Monument voor Geallieerde Vliegers |
| 3562 | Oorlogsmonument                              | koopvaardijpersoneel, militairen in dienst van het Ned. Kon. 1940-1945, verzet Nederland | H.P. van Yperen | 1 mei 1950  | zuil        | Westerweg 50, 1445 AD                             | Purmerend        | 52° 29' 46" NB, 4° 59' 6" OL  | Oorlogsmonument                    |
| 3859 | Ereveld                                      | Verzet Nederland, Militairen in dient van het Nederlands Koninkrijk na 1945              |                 |             |             | Purmerweg, 1441 RC                                | Purmerend        | 52° 30' 9" NB, 4° 57' 51" OL  | Ereveld                            |
|      | Stolpersteine                                | vervolgden Nederland                                                                     | Gunter Demnig   |             | reliëf      | Zie Lijst van Stolpersteine in de regio Waterland | Purmerend        |                               | Meer afbeeldingen                  |
|      |                                              | Parochieleden van de Johannes de Doperkerk                                               |                 |             | plaquette   |                                                   | Westbeemster     | 52° 34' 31" NB, 4° 53' 58" OL |                                    |

Aalsmeer ·
Alkmaar ·
Amstelveen ·
Amsterdam ·
Bergen ·
Beverwijk ·
Blaricum ·
Bloemendaal ·
Castricum ·
Den Helder ·
Diemen ·
Dijk en Waard ·
Drechterland ·
Edam-Volendam ·
Enkhuizen ·
Gooise Meren ·
Haarlem ·
Haarlemmermeer ·
Heemskerk ·
Heemstede ·
Heiloo ·
Hilversum ·
Hollands Kroon ·
Hoorn ·
Huizen ·
Koggenland ·
Landsmeer ·
Laren ·
Medemblik ·
Oostzaan ·
Opmeer ·
Ouder-Amstel ·
Purmerend ·
Schagen ·
Stede Broec ·
Texel ·
Uitgeest ·
Uithoorn ·
Velsen ·
Waterland ·
Weesp ·
Wijdemeren ·
Wormerland ·
Zaanstad ·
Zandvoort